# HMS Effingham (D98)
O HMS Effingham foi um cruzador pesado operado pela Marinha Real Britânica e a quinta e última embarcação da Classe Hawkins, depois do HMS Hawkins, HMS Vindictive, HMS Raleigh e HMS Frobisher. Sua construção começou em abril de 1917 no Estaleiro Real de Portsmouth e foi lançado ao mar em junho de 1921, sendo comissionado em julho de 1925. Era armado com uma bateria principal composta por sete canhões de 191 milímetros em montagens únicas, tinha um deslocamento carregado de treze mil toneladas e alcançava uma velocidade máxima de trinta nós.
O Effingham começou sua carreira atuando no Oceano Índico, onde permaneceu desde sua entrada em serviço até retornar para casa em meados de 1933. Passou os anos seguintes inativo na reserva e entre 1936 e 1938 foi modernizado, sendo convertido em um cruzador rápido. A Segunda Guerra Mundial começou em 1939 e no ano seguinte o navio foi usado na Campanha da Noruega, bombardeando posições alemãs em terra. Ele encalhou perto de Bodø em 18 de maio de 1940 e foi deliberadamente destruído, com seus destroços desmontados após a guerra.